# Thomas Schlamme
Thomas David Schlamme (Houston, 22 maggio 1950) è un regista e produttore televisivo statunitense noto soprattutto per le sue collaborazioni con Aaron Sorkin.È noto per essere stato il produttore esecutivo per The West Wing e Studio 60 sulla Sunset Strip e regista di Sports Night.

## Biografia
Si è trasferito dalla nativa Houston a New York nel 1973. Dopo aver ricoperto diverse posizioni minori per società di produzione, ha fondato la sua società, Schlamme Productions, nel 1980. Da lì, ha prodotto una serie di musical, tra cui Cats. Ha diretto il primo "I Want My MTV!", campagna pubblicitaria, nel 1981, per il produttore Buzz Potamkin e il video musicale del 1985 della cantautrice Amy Grant "Find a Way" per i produttori Fred Seibert e Alan Goodman. Nel corso degli anni '80, ha prodotto una serie di speciali su vari intrattenitori tra cui Whoopi Goldberg e Rowan Atkinson.
A partire dalla fine degli anni '90, è stato produttore di spettacoli come Tracey Takes On... e ha diretto Ally McBeal, Boston Public, Friends, ER e il programma televisivo di fantascienza di Shaun Cassidy Invasion. È un produttore esecutivo della serie televisiva poliziesca americana Snowfall presentata in anteprima su FX nel luglio 2017. Ha debuttato nella regia con Miss Firecracker nel 1989, e in seguito ha diretto la commedia del 1993 Mia moglie è una pazza assassina?, con Mike Myers. Ha inoltre diretto l'episodio pilota di Spin City e What's Alan Watching? Ha lavorato alla serie TV Parenthood per la NBC e alla Pan Am per la ABC, ora cancellata. Ha anche diretto diversi episodi della serie del 2014 Manhattan. Nel 2017 è stato eletto presidente della Directors Guild of America.

### Collaborazione con Aaron Sorkin
La collaborazione quasi decennale di Schlamme in televisione con lo scrittore e produttore Aaron Sorkin è iniziata nel 1998, quando entrambi hanno scoperto di condividere un terreno creativo comune per Sports Night di prossima produzione. La loro partnership di successo in televisione è stata la netta divisione dei compiti: Sorkin si è concentrato sulla scrittura delle sceneggiature mentre Schlamme è stato produttore esecutivo e occasionalmente regista. Hanno lavorato insieme a Sports Night, The West Wing e Studio 60 sulla Sunset Strip. Schlamme creava la parte visiva degli spettacoli, lavorava con gli altri registi, discuteva le sceneggiature con Sorkin non appena venivano consegnate, prendeva decisioni sul design e sul casting e partecipava alle riunioni dei costi di produzione. Sorkin tendeva ad attenersi strettamente alla scrittura.
Schlamme ha lavorato per la prima volta con Aaron Sorkin nella sua commedia/dramma della ABC Sports Night, per la quale ha diretto 16 dei 45 episodi. La loro più grande svolta è stata nel 1999, collaborando di nuovo con il dramma politico di successo The West Wing. Ha diretto l'episodio pilota e da quel momento è stato produttore esecutivo fino al 2003. Ha diretto 14 episodi di The West Wing oltre ad essere produttore esecutivo. Nel 2003, alla fine della quarta stagione, Schlamme e Sorkin hanno lasciato lo spettacolo a causa di conflitti interni alla Warner Bros.
All'inizio di ottobre 2005 una sceneggiatura pilota soprannominata Studio 7 sulla Sunset Strip, per una nuova serie TV, scritta da Sorkin e con Schlamme come produttore, iniziò a circolare per Hollywood suscitando interesse sul web. Una settimana dopo, la NBC acquistò da Warner Bros. il diritto di mostrare le serie TV sulla sua rete per un canone quasi record in una guerra di offerte con la CBS. Il nome dello spettacolo venne successivamente cambiato in Studio 60 sulla Sunset Strip. Nel settembre 2006, l'episodio pilota di Studio 60 è andato in onda sulla NBC, diretto da Schlamme. Inizialmente è stato acclamato dalla critica e ha avuto elevati riscontri, ma ha poi registrato un calo significativo di pubblico a metà stagione. Lo spettacolo è stato cancellato dopo la prima stagione.

### "Cammina e parla"
La regia di Schlamme è caratterizzata dall'uso di una tecnica chiamata "walk and talk" (cammina e parla): sequenze costituite da singole lunghe inquadrature che coinvolgono più personaggi impegnati in una conversazione mentre si muovono attraverso il set. I personaggi entrano e escono dalla conversazione mentre la ripresa continua senza interruzioni.

## Vita privata
Schlamme risiede a Los Angeles con sua moglie, Christine Lahti. Hanno tre figli. È il fratellastro dell'avvocato Solomon Wisenberg, che era il vice di Ken Starr durante l' impeachment di Bill Clinton e ha interrogato il presidente durante l'intervista del gran giurì. È lo zio del produttore Dylan K. Massin, che ha prodotto 43 episodi di West Wing - Tutti gli uomini del Presidente, Una mamma per amica - Di nuovo insieme e altre serie televisive.

## Premi e riconoscimenti
- Primetime Emmy Awards
  - 2000 - Migliore regia di una serie drammatica - West Wing - Tutti gli uomini del Presidente (The West Wing), episodio pilota
  - 2001 - Migliore regia di una serie drammatica - West Wing - Tutti gli uomini del Presidente (The West Wing), episodio In the Shadow of Two Gunmen